# 憲康王
憲康王（けんこうおう、生年不詳 - 886年8月8日）は、新羅の第49代の王（在位 : 875年 - 886年）であり、姓は金、諱は晸（ちょう）。先代の景文王の長男であり、母は第47代憲安王の娘の文懿王后。王妃は義明夫人。一人の娘の義成王后は第53代神徳王の王妃。もう一人の娘の桂娥太后は第56代敬順王の母。
866年に太子に立てられており、875年7月8日に景文王が死去すると、王位に就いた。

## 治世
唐に対しては876年7月に使者を送って貢納を行ない、878年4月には僖宗から「開府儀同三司・検校太尉・使持節・大都督鶏林州諸軍事・新羅王」に冊封された。同年7月に使者を送ろうとしたが、黄巣の乱の起こったことを聞き及んで使者の派遣は中止した。後に885年10月になって、黄巣の乱の平定されたことを祝賀する使者を唐に送った。
この間、878年8月には日本からの使者を朝元殿で引見したこと、882年4月には日本国王が黄金300両と明珠10個とを進上する使者を派遣してきたことを『三国史記』新羅本紀は伝えている。
仏教・学問の奨励にも努め、876年2月には皇龍寺で百高座を設けて講義・討論を行なわせ、王自身もその講義を聴くために皇龍寺に赴いた。また、晩年に王が病に倒れたときにも皇龍寺で百高座を設けて講義を行なわせている。879年2月には国学（官僚養成機関）に出向いて、博士以下に命じて特別に講義を行なわせもした。
『三国史記』新羅本紀には880年9月のこととして、王が側近のものと月上楼に登って四方を見渡したところ家々は相連なって歌を歌い笛の音が絶えなかった、という様子を伝えており、王と侍中の敏恭との会話の形で、豊作続きで民は食糧を十分に保って平穏を楽しんでいることが伝えられている。『三国遺事』紀異・処容郎望海寺条の冒頭でも、憲康王の時代には都から海辺に至るまで家が相連なり、草葺の家はなく、歌や笛の音が絶えず天候が順調であったと記している。879年6月に一吉飡（7等官）の信弘が反乱を起こして誅殺された、というように内乱が一件伝わっているが、国内での民の生活については比較的に安定していたと見られる。
他方で日本の『扶桑略記』は、寛平6年9月5日（884年9月27日）新羅船45艘が対馬を襲ったが、日本は太宰府の奮戦で、これを迎撃して危機を脱したと記す。合戦後の捕虜となった新羅人の賢春は尋問で、前年来の不作により「人民飢苦」の状態が続き、新羅では「王城不安」だったと答えている。これを打開すべく王の命令により、2500人の軍が大小百艘に分乗、飛帆したと記されている。なお『三国史記』では十年に相当するが、十年の記述は三国史記の段階では消失している。
在位12年目の886年7月5日に死去し、憲康王と諡された。菩提寺（慶尚北道慶州市排盤洞の西南部）の東南に埋葬されたといい、慶州市南山洞の史跡第187号が比定されている。

## 望海寺
『三国遺事』紀異・処容郎望海寺条には、王が東海の竜の霊験を得たこととそれに応えるための寺の建立とを伝えている。
王が開雲浦（蔚山広域市）への行幸から還る際に、にわかに雲と霧が立ちこめて目前の道が見分けられないほどになった。不審に思って左右のものに尋ねたところ、気象観察の官が「これは東海の竜の仕業であるから、なにかよいことをして解くのがよいでしょう」とのことであった。そこで王はこの近所に竜のための寺を建てるように命じたところ、雲は晴れ霧は消えた。その縁起によってこの地は開雲浦と名づけられた。そして東海の竜が喜んで七人の子どもとともに王の前に現われ、王の徳を称えて舞を舞った。竜の子の一人は処容といい、王とともに都に上って王の政治を補佐することとなり、級干（9等官）の官位が与えられた。王が都に戻ってから、霊鷲山（蔚山広域市蔚州郡）の東のふもとの見晴らしの良いところに寺を建てさせ、これを望海寺（または新房寺）という。
東海の竜というのは、三国統一を果たした第30代文武王が死後に護国の大竜に化身したとの俗伝に由来するものであるが、望海寺の建立を契機としてこうした俗伝がひろまったものとも見られている。
『三国史記』新羅本紀に対応すると見られる記事は憲康王紀5年（879年）3月条であり、こちらには
王は国の東部の州郡を巡幸したが、そのときに何処から現われたのかわからない4人の人があって、王の前に来て歌を歌い舞を舞った。姿かたちは人々を驚かせるに足るものであり、衣装も風変わりであった。人々は山海の精霊であろう、と考えた。
とするのみである。